# Pagoda (moneda)

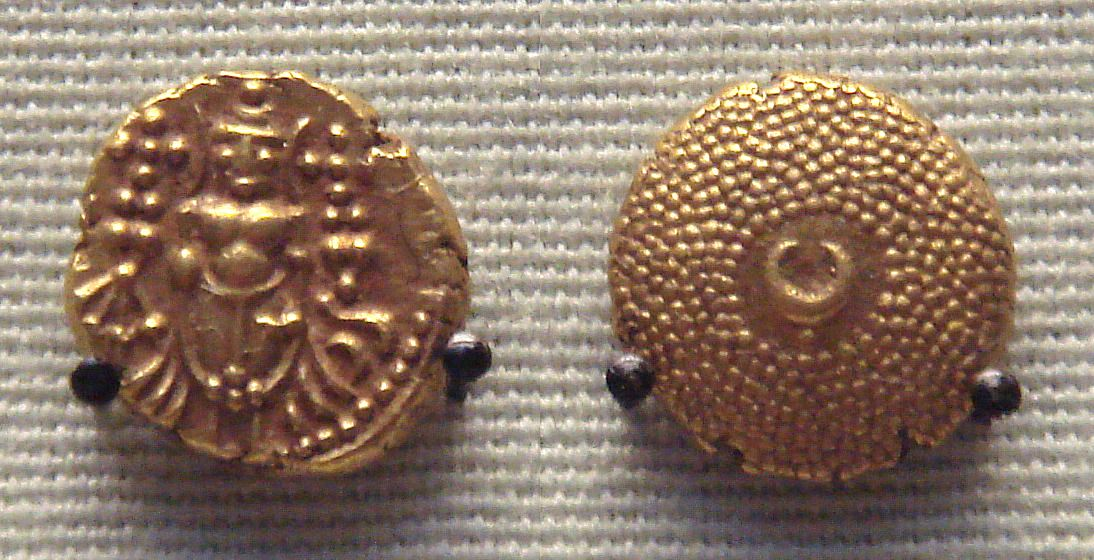
"Pagoda de Oro" emitida por la Compañía Francesa de las Indias Orientales para el comercio en India Del sur, fundida en Pondicherry 1705–1780.

La pagoda era una unidad monetaria, una moneda hecha enteramente de oro o en mitad acuñada por dinastías indias así como también por los británicos, los franceses y los holandeses. Se subdividía en 42 fanams. La pagoda fue emitida por varias dinastías en el sur de la India medieval, incluyendo los Kadambas de Hangal, los Kadambas de Goa, y el Imperio Vijaynagar.
Había dos tipos de pagodas acuñada por comerciantes extranjeros:
- El más valioso era la pagoda estrella, 100 de ellas valian 350 rupias, emitidas por la Compañía Británica de las Indias Orientales en Madras.[2][3]
- La segunda era la pagoda de Porto Novo (hoy Parangipettai), emitida por los holandeses en Tuticorin y también por los Nawabs de Arcot, y valía aproximadamente un 25% menos que la pagoda estrella.[4]

Los franceses crearon "pagodas" locales de oro y "fanams" de plata bajo contrato con los nawabs. Las monedas de plata de los franceses fueron llamadas "fanon", equivalente al local "fanam" y podría ser intercambiado en el índice de 26 fanon a una pagoda de oro. Kattabomman canceló casi todos los ingresos dejando sólo un saldo de 1080 pagodas.